# 7144 Доссобуоно
7144 Доссобуоно  (7144 Dossobuono) — астероїд головного поясу, відкритий 20 травня 1996 року.
Тіссеранів параметр щодо Юпітера — 3,495.